# Bueng Bakjok
Bueng Bakjok is een bestuurslaag in het regentschap Aceh Besar van de provincie Atjeh, Indonesië. Bueng Bakjok telt 656 inwoners (volkstelling 2010).